# 2018年問題
2018年問題（2018ねんもんだい）は、日本の大学受験業界において用いられている言葉である。日本の18歳人口が2018年ごろから減り始め、定員割れが全体の4割にのぼる多数の私立大学が閉学等の激変期を迎えるとされた大学経営上の問題である。

## 概要
1992年（平成4年）といった「受験戦争時期」より以降は、18歳人口は下がり続けていたものの、2009年頃までは大学進学率が伸び続けていたため、18歳人口が減少しようとも、大学進学者の人数は増え続けており、進学希望者の「大学全入時期」となっていた。そして18歳人口は、2009年（平成21年）から2017年（平成29年）頃までは、ほぼ横ばいの状況が続くと見られている。しかし、2018年以降より18歳人口は減少すると推計されており、2018年以降の大学進学率はさして伸びないであろうと予想されていることから、2018年以降の大学進学者数は18歳人口の減少とともに下がるであろうというのが2018年問題だった。
なお、2018年問題の前にも2009年問題が存在したが、結果として募集停止をした大学、民事再生法を適用して生まれ変わった大学はあるものの、 2009年度時点で完成年度を迎えている正規の四年制大学が完全に閉鎖した事例はなかった。
2018年を目前とし、多くの大学では生き残りをかけて改革が進められるようになっている。これは大規模大学や歴史の古い著名な大学でも問題となっている事柄であり、これらの大学でも優秀な学生を集めるには、努力を要するといわれている。
入試の選別方法に関しては、すでに2010年代前半時点で、文部科学省は多くの大学で推薦入学、AO入試による入学者が多数となっていることから、多様な学生の確保というメリットの反面、入学者の学力にばらつきを生じさせているデメリットがあることを問題視してきており、今後、入学者の質の確保を目的とした学力試験「高大接続テスト」が求められるようになった。さらに2018年以降は、大学受験そのものも大きく変化をするということからも、各大学には改革が求められている。

## その後
「受験生人口が急激に減少し、多くの大学が入学者を確保できなくなる」という予測に反して、18歳人口が大きく減ることはなく、大学進学率も過去最高の49.7%を記録した。また、大学入学共通テスト導入、定員厳格化や東京23区内の定員抑制によって、定員充足率80%未満の私立大学は、2014年の122校（21.1%）がピークで、2015年以降は114校（19.7%）→ 117校（20.3%）→ 90校（15.5%）と減少し、2019年は51校（8.6%）にまで減少している。
こうしたことから、懸念されていた2018年問題は杞憂であったと結論づけられている。
なお、2018年に倒産した私立大学は1校もなく、2000年以降に経営破綻を理由として廃止、または民事再生法を申請した四年制私立大学も14校に留まり、同様に懸念されている「大学倒産時代」も2025年時点では到来していない。